# Mariakapel (Reijmersbeek)

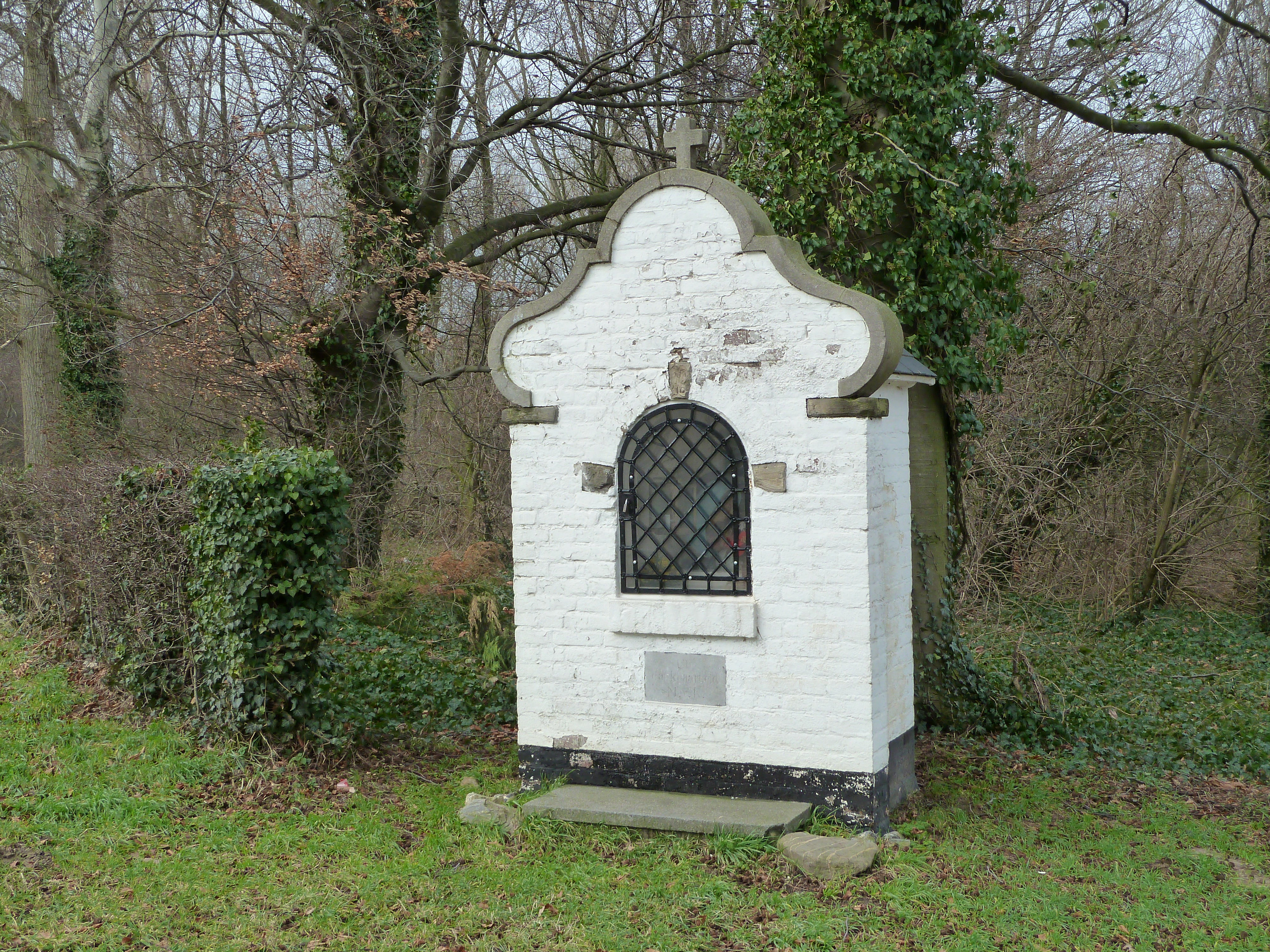
De Mariakapel

De Mariakapel is een niskapel bij Nagelbeek bij Schinnen in de Nederlands Zuid-Limburgse gemeente Beekdaelen. De kapel staat aan de Nutherweg tussen Nagelbeek en Nuth. Op ongeveer 500 meter naar het oosten staat het Kasteel Reijmersbeek. Aan het zuidwestelijk uiteinde van Nagelbeek staat de Mariakapel.
De kapel is gewijd aan Maria.

## Geschiedenis
In de tweede helft van de 19e en de eerste helft van 20e eeuw woonde jonkheer Michiels van Kessenich op Kasteel Reijmersbeek. Waarschijnlijk liet hij de kapel bouwen gezien zijn initialen in de gevelsteen. De kapel stond toen aan de Reijmersbekerweg.
Rond het midden van de 20e eeuw kwam de kapel aan de snelweg A76 te liggen, waarbij de markant witte kapel goed te zien was.
In 2016 werd de staat van de kapel minder, onder andere als gevolg van de aanleg van de nieuwe wegen voor de Buitenring van Parkstad.
In 2018 werd de kapel tijdelijk in één geheel van zijn standplaats weggehaald en gestald op een parkeerterrein om plaats te maken voor de wegaanleg. De kapel woog in totaal achtduizend kilo.
In 2020 kreeg de kapel op ruim 300 meter naar het noordwesten een nieuwe plek om ruimte te maken voor de Buitenring.

## Bouwwerk
De wit geschilderde bakstenen kapel heeft de vorm van een pilaar waarin een nis is aangebracht en wordt gedekt door een zadeldak met zwarte shingles. Tot vlak boven de grond heeft de kapel een zwart geschilderde plint. De frontgevel steekt boven het dak uit en heeft de vorm van een klokgevel. De lijst van de gevel is bekleed met (onbeschilderd) hardsteen en op de top van de gevel staat een klein stenen kruis. Onder in de frontgevel is een gevelsteen ingemetseld met de tekst:

Uit
dankbaarheid
M. v. K.

De kapelnis bestaat uit een gemetselde rondboog die met een smeedijzeren traliehekje en plexiglazen deurtje wordt afgesloten. De aanzetstenen en sluitsteen zijn in (onbeschilderd) hardsteen uitgevoerd. Van binnen is de nis wit geschilderd. Op de achterwand is een donkere versierde console aangebracht waarop het Mariabeeldje geplaatst is. Het beeld toont Maria met kindje Jezus op haar arm en zelf draagt ze een witte mantel en een kroon.